# 亞馬遜河無臂鰨
亞馬遜河無臂鰨為輻鰭魚綱鰈形目鰨亞目無臂鰨科的其中一種，為熱帶魚類，分布於中西大西洋亞馬遜河河口至Paria灣淡水、半鹹水及海域，棲息深度可達20公尺，體長可達37公分，棲息在沙泥底質底層水域，以小型底棲生物為食，生活習性不明，可作為觀賞魚。

## 扩展阅读
維基物種上的相關：亞馬遜河無臂鰨
1. ↑  Munroe, T.; Buddo, D.; Grijalba Bendeck, L. . The IUCN Red List of Threatened Species. 2015, 2015: e.T16404574A16510107  [18 November 2021]. doi:10.2305/IUCN.UK.2015-4.RLTS.T16404574A16510107.en .